# تراونیک (بلغارستان)
تراونیک (به بلغاری: Travnik) یک منطقهٔ مسکونی در بلغارستان است که در شهرستان کاوارنا واقع شده‌است.